# Knútsdóttir
Knútsdóttir [knuːtsˌdɔhtɪr] ist ein isländischer Name.

## Bedeutung
Der Name ist ein Patronym und bedeutet Tochter des Knútur. Die männliche Entsprechung ist Knútsson (Sohn des Knútur).

## Namensträgerinnen
- Hildur Knútsdóttir (* 1984), isländische Schriftstellerin und Politikerin
- Karen Knútsdóttir (* 1990), isländische Handballspielerin